# Acratus
Acratus fou un llibert de Neró que l'emperador va enviar a Àsia i Acaia per saquejar temples i emportar-se estàtues.
L'esmenta Tàcit als seus Annales.